# Gisela Söhnlein
Anna Gisela Wieberdink-Söhnlein (Santiago (Chili), 3 oktober 1921 – 16 november 2021) was tijdens haar studie in de Tweede Wereldoorlog actief in het verzet.

## Jonge jaren
Söhnlein werd geboren in Santiago (Chili); haar vader werkte als mijningenieur in Bolivia en had een laboratorium in Santiago. In 1925, na het overlijden van haar vader, verhuisde zij met haar moeder en broer naar Nederland. Vanaf 1939 woonde het gezin in Utrecht. In hetzelfde jaar ging Gisela rechten studeren aan de Universiteit van Amsterdam en werd ze lid van de Amsterdamse Vrouwelijke Studenten Vereniging (AVSV). Toen heen en weer reizen niet meer mogelijk was, ging ze in Amsterdam wonen. Haar studentenhuis lag tegenover een kantoor van de Gestapo en ze lag 's nachts wakker van het geschreeuw en gehuil op straat. In hetzelfde huis woonde de vriendin van Piet Meerburg, en via haar raakte zij betrokken bij de Amsterdamse Studenten Groep.

## Verzetswerk
Joden werden vanaf 1942 in de Hollandsche Schouwburg bijeengebracht voor deportatie en de kleine kinderen werden - gescheiden van hun ouders - ondergebracht in de crèche aan de overkant van de straat. In die tijd ontstonden vier verschillende groepen studenten die de kinderen in Amsterdam ophaalden en naar onderduikadressen brachten: naast de Amsterdamse Studenten Groep waren dat het Utrechts Kindercomité, de Trouwgroep en de NV. In allerlei bergplaatsen zoals rugzakken en melkbussen werden kinderen uit de crèche tegenover de Hollandse Schouwburg gesmokkeld. Ook gebruikte men het moment waarop de tram voorbijkwam om kinderen door de voordeur te laten ontsnappen, als de wacht bij de schouwburg eventjes niets kon zien. Op de stations van Amsterdam en Utrecht werden de kinderen overgenomen door andere studenten.
Doordat haar stiefvader Sijbrandus Posthumus bij de spoorwegen werkte, kon Söhnlein gratis reizen en werd zij contactpersoon tussen de Amsterdamse Studenten Groep en het Utrechts Kindercomité. Zij haalde de kinderen in Amsterdam op en bracht ze per trein naar onderduikadressen in het hele land, tot in Friesland en Limburg. Hierbij werkte zij nauw samen met Hetty Voûte.
Enkele kinderen werden ondergebracht in een zomerhuisje in Sint-Michielsgestel (postadres Esch), maar het beheerdersechtpaar bleek onbetrouwbaar te zijn. Hetty Voûte en Gisela Söhnlein gingen in juni 1943 naar Sint-Michielsgestel en kregen de kinderen mee, onder het voorwendsel dat ze wilden gaan wandelen. Ze gaven hun fietsen af op het station van Boxtel en vertrokken met de kinderen naar Utrecht. Intussen was de knokploeg de Oranje Vrijbuiters in Esch aangekomen om het echtpaar te liquideren. De man werd gedood, de vrouw raakte gewond en kon de Sicherheitsdienst (SD) informeren. Ze gaf het contactadres in Utrecht door, waar kort daarop een aantal studenten werd opgepakt.

## Gevangenschap
De volgende dag ging Hetty Voûte haar fiets ophalen, maar de SD stond haar daar op te wachten. Een dag later werd Gisela Söhnlein op dezelfde manier opgepakt. Beide vrouwen kwamen in Kamp Haaren terecht en na zes maanden in Kamp Vught. In Vught werden zij tewerkgesteld bij het Michelincommando, later kwam Gisela Söhnlein in het Philips-Kommando terecht. In september 1944 werden ze beiden gedeporteerd naar Ravensbrück. Zowel in Vught als in Ravensbrück hielpen zij hun medegevangenen de moed te bewaren door te zingen. Vlak voor het einde van de oorlog werden ze opgehaald door het Zweedse Rode Kruis. Via Zweden kwam Gisela Söhnlein in september 1945 weer thuis, Hetty Voûte enkele maanden later.

## Na de oorlog
Na de oorlog maakte Gisela Söhnlein haar studie rechten af aan de Vrije Universiteit Amsterdam en trouwde meteen daarna met Ate Wieberdink (1917-2006). In 1988 ontving zij de Yad Vashem-onderscheiding Rechtvaardige onder de Volkeren. Ook Hetty Voûte heeft deze onderscheiding gekregen.
Bij de presentatie van het boek Vrouwen van Vught (Hans Olink, 1994) in Nationaal Monument Kamp Vught verscheen het liedboekje Hoor de vrouwen zingen, met teksten van liedjes geschreven door Gisela Söhnlein en Hetty Voûte tijdens hun gevangenschap, en een voorwoord van componist Marius Flothuis. In 1998 waren Söhnlein, Voûte en Leonie Overgoor betrokken bij de oprichting van Gedenkplaats Haaren; Söhnlein en Overgoor namen zitting in het bestuur.
Söhnlein overleed op 16 november 2021 op 100-jarige leeftijd.
In 2022 maakte zangeres Mirjam van Dam een muzikale muziekvoorstelling met liedjes van Gisela Söhnlein en Hetty Voûte.